# Deutsche Fußballmeisterschaft 1902/1903
První ročník Deutsche Fußballmeisterschaft (Německého fotbalového mistrovství) se konal od 3. března do 31. března 1903.
Turnaje se zúčastnilo šest klubů a to z Hamburku (Altona 93), Berlína (Berliner SV 1892), Karlsruhe (Karlsruher FV), Lipska (VfB Lipsko), Magdeburgu (Magdeburger FC Viktoria 1896) a z Prahy (DFC Praha). Hrálo se na vyřazovací způsob. Finále vyhrálo VfB Lipsko 7:2 nad DFC Prahou.